# Lichnoptera albidior
Lichnoptera albidior är en fjärilsart som beskrevs av Max Wilhelm Karl Draudt 1924. Lichnoptera albidior ingår i släktet Lichnoptera och familjen Pantheidae. Inga underarter finns listade i Catalogue of Life.